# Die Liebe: Psychologie eines Phänomens
Die Liebe: Psychologie eines Phänomens ist ein Sachbuch des deutschen Psychologen Peter Lauster. Der Bestseller erreichte eine Auflage von mehr als einer Million Exemplaren und führte als Taschenbuch 15 Jahre lang die Bestsellerlisten an. Die Erstausgabe erschien 1980 im Econ Verlag. Die 39. Auflage erschien 2009 als rororo-Sachbuch im Rowohlt Verlag. Eine Neuausgabe veröffentlichte Rowohlt 2006; außerdem wurden Sonderausgaben veröffentlicht. 1995 erreichte die Rowohlt-Taschenbuchausgabe eine Auflage von 750.000. Exemplaren.

## Inhalt
Lauster stellt seinem Buch zwei Zitate voran, eines von Ingeborg Bachmann („Lieben – lieben, das ist es. Lieben ist alles“) sowie ein Gedicht von Albert Ehrenstein, in dem es heißt „Den Liebenden stäubt Mond/Ein sanftes Licht/Milchmild auf Meer“. Im Vorwort erklärt er, er habe sich seit mehr als zwanzig Jahren mit der Klärung des Phänomens beschäftigt. Sein Buch sei eine „Liebeserklärung an die Liebe und das Leben“. Das Buch ist in drei Teile gegliedert; der erste Teil beschäftigt sich mit den „Neun Mythen der Liebe“, Teil zwei befasst sich mit „Was mit der Liebe geschieht“, der dritte Teil trägt die Überschrift „In der Kunst zu lieben liegt der Sinn des Lebens“.

### Die neun Mythen der Liebe
Die Liebe ist ein psychisches Phänomen und deshalb den spezifischen und heute bekannten naturwissenschaftlichen Forschungsmethoden nur äußerst schwer zugänglich. Sie erschließt sich uns über das Erlebnis und wir sollten den Mut haben, zu unseren subjektiven Erfahrungen zu stehen, denn das Subjektive ist die Basis unseres persönlichen Erlebens. Die Mehrzahl der Menschen ist in der Entfaltung ihrer Liebesfähigkeit gehemmt und blockiert. Das Geheimnis der Liebe ist seelische Wachheit und Freiheit. Das Geheimnis von Wachheit und Freiheit ist wiederum Mut. Deshalb müssen wir mutig sein um glücklich zu werden; denn die Liebe ist der Weg zu Glück, Zufriedenheit, Gesundheit und Weisheit. Die Liebe kann man nicht empirisch-experimentell untersuchen. Sie lässt sich nicht messen, testen oder quantitativ erfassen und in Computern verrechnen. Über die Liebe muss man nachdenken, man muss sie erfahren und darüber beschreibend schreiben. Die Liebe gehört ins Gebiet der Seelenforschung. Psychologen sind immer wieder dazu gezwungen, sich mit dem Thema Liebe auseinanderzusetzen. Als beratender Psychologe versucht man, anderen zu helfen, mit ihrer Psyche besser zurechtzukommen. Man versucht, Ängste abzubauen, innere Ruhe zu vermitteln, Lebensmut zu erzeugen. Alle Fragen der Patienten kreisen um das Thema seelisches Wohlbefinden und letztendlich um das Thema Liebe.

#### 1) „Sexualität macht frei“
Sexualität und Liebe sind zwei Vorgänge, die zwar zusammengehören, die jedoch nicht miteinander verwechselt werden dürfen. Beides ist unabhängig voneinander erlebbar. Sigmund Freud, der Begründer der Psychoanalyse, hat der Entfaltung und Befreiung der sexuellen Triebenergie eine große Bedeutung für die seelische Gesundheit zugeschrieben. Bereits ein Kind durchläuft sexuelle Phasen, die orale, anale und genitale Phase. Diese Phasen sind für das spätere Sexualleben des Erwachsenen von Bedeutung.
Wilhelm Reich hat, auf Freud aufbauend, die Funktion der Sexualität für die Entstehung psychischer Störungen in den Mittelpunkt gestellt. Nach Reich ist die Ableitung sexueller Erregungsenergie durch den Orgasmus eine Voraussetzung für das körperliche und psychische Wohlbefinden, wogegen die aufgestaute Erregung zu Spannungszuständen führt, zu allgemeinen und speziellen Muskelverkrampfungen, zu seelischer Gespanntheit sowie zu Frustrationsreaktionen.
Sowohl Freud als auch Reich leisteten für die Befreiung (Anerkennung) der Sexualität wichtige Voraussetzungen, so dass nach dem Zweiten Weltkrieg der Liberalisierungsprozess stetig fortschreiten konnte. Pornographische Abbildungen sind heute zugelassen. Junge Paare können auch ohne Trauschein eine Wohnung finden und zusammenleben. Die Homosexualität ist nicht mehr strafbar. Die befreite Sexualität befreit auch die Gesellschaft.
Die Sexualität hat heute vor der Liebe eine Dominanz erreicht, so dass die Trennung zwischen Liebe und Sexualität, aber auch die Bedeutung ihrer Gemeinsamkeit, nicht mehr richtig gesehen werden. Die Sexualität wird so wichtig genommen, dass sie oft mit Liebe verwechselt wird und dass geglaubt wird, ein sexuelles Erlebnis sei die Voraussetzung für die Liebe. Die Grenzen sind oft verwischt, so dass der einzelne nicht mehr weiß, ob er liebt oder nicht liebt.
Die Sexualität wird konsumiert. Die Konsum-Mentalität ist eine innere Unfreiheit, weil sie zwanghaftes und süchtiges Verhalten hervorruft. Sexualkonsum zeigt keine Freiheit an und führt zu keiner inneren Befreiung, sondern baut, wo körperliche und seelische Spannung reduziert wird, an anderer Stelle neue seelische Spannung der Unausgefülltheit und Unzufriedenheit auf.

#### 2) „Sexualprobleme gelöst – alle Probleme gelöst“
Jeder, der eine befriedigende sexuelle Beziehung erlebt hat oder erlebt, weiß, dass damit natürlich nicht alle Probleme gelöst sind. Ein befriedigendes Sexualleben ist eine wichtige Sache, aber die Psyche und das menschliche Leben sind komplizierter. Um alle Probleme zu lösen, muss die Liebe hinzukommen, aber nicht nur die Liebe zu einem speziellen Sexualpartner, sondern eine generelle Liebe, eine Entfaltung der gesamten psychologischen Liebesfähigkeit. Die Sexualität ist eine biologische Funktion, sie drängt sich auf. Sie ist ein Trieb, mit dem wir lernen müssen umzugehen. Ohne Liebe lassen sich keine Sexualprobleme lösen. Nur die Liebe schafft die Voraussetzung dafür, dass die Sexualität an Schönheit, Klarheit und seelischer Freude gewinnt. Sexualität ohne Liebe ist schal und leer, sie macht eher melancholisch und depressiv als dynamisch und aktiv. Es sollte eher heißen „Liebesprobleme gelöst – Alle Probleme gelöst“, dann könnte man zustimmen.

#### 3) „Der Orgasmus ist das Ziel der Liebe“
Der Orgasmus ist die Entladung der Triebenergie. Das Ziel ist die biologische Aufgabe der Fortpflanzung. Die Lustgefühle sind ein Trick der Natur, damit die eigene Arterhaltung keine lästige Pflicht ist, sondern ein Vergnügen. Der lustvoll und befriedigend erlebte Orgasmus gibt die beste Gewähr dafür, dass er wiederholt wird und die Spezies Mensch nicht ausstirbt. Der Orgasmus ist also das Ziel der Sexualität, deren Aufgabe die Arterhaltung ist. Diese körperlichen Vorgänge sind nicht an die Liebe gebunden. Wenn jedoch Liebe hinzukommt, umso besser, weil dann das sexuelle Erleben an Schönheit gewinnt. Die Liebe findet ihre Befriedigung in jeder Form der seelischen und körperlichen Zuneigung. Dadurch entsteht ein Glücksgefühl. Das sexuelle Gesamterlebnis mit einem Partner, der nicht geliebt wird, wird als weniger befriedigend empfunden als mit einem geliebten Partner. Aber die Liebe hat eine breitere Funktion als die Sexualität. Die Liebe ist ein generelles Prinzip, das zu allen Erlebensvorgängen hinzukommen kann. Alle Lebensvorgänge laufen auch ohne Liebe ab. Und die meisten Menschen leben im Alltag auf diese Weise funktional, ohne den Zusatz der Liebe zu anderen und sich selbst. Viele leben sogar mit dem Zusatz Hass und Verachtung – um diese beiden Begriffe als Gegensatz der Liebe zu wählen. Ein Leben ohne Liebe, ja sogar mit Hass, ist möglich und weit verbreitet. Ein Orgasmus ist auch möglich, wenn man den Sexualpartner hasst; so sicher funktioniert die Sexualität im Dienst der Arterhaltung.
Mit der Beschreibung der ersten drei Mythen über die Liebe wurde deutlich, dass Liebe und Sexualität sich zwar verbinden können, aber nicht müssen. Die Loslösung der Liebe von der Sexualität ist für das weitere Verständnis der Liebe (als eine psychische Erscheinung) die Voraussetzung.

#### 4) „Technik ist wichtig für eine befriedigende Sexualität“
Es ist ein weit verbreiteter Irrtum unter Männern, dass die Beherrschung bestimmter Stellungs- oder Stimulierungstechniken zur Luststeigerung die Partnerin besonders nachhaltig befriedigen könnte. Sie glauben dadurch würde ihre Frau „sexuell hörig“. Diese „sexuelle Hörigkeit“ ist eigentlich nur eine Bindung an die Persönlichkeit und Autorität des Partners. Sie ist eine Form der leidenschaftlichen Liebe, verbunden mit Unterordnungsbereitschaft und Autoritätsgläubigkeit; dabei spielt auch eine Neigung zum Masochismus hinein. Dieser Zustand der „sexuellen Hörigkeit“ ist für beide Partner nichts Erstrebenswertes, denn Abhängigkeit sollte nicht das Ziel einer Beziehung sein. Abhängigkeit bringt immer Leid, Schmerz, Kummer und Angst mit. Die Abhängigkeit einer Frau ist zunächst für ein schwaches Selbstbewusstsein eine stärkende Empfindung, aber das Interesse erlahmt sehr schnell, wenn das Selbstbewusstseinsdefizit seine Schmeicheleinheiten erhalten hat. Die aufgebaute Hörigkeit wird dann zu einer abgestumpften Gewohnheit und allmählich lästig. Durch das Erlernen sexueller Techniken wird die Sexualität außerdem zu einer körperlichen Gymnastikübung degradiert. Wenn man sich auf die Technik konzentriert, setzt der Verstand ein und dadurch werden Gefühle der Zuneigung, Wärme, Liebe, Geborgenheit, Bewunderung, Respekt verbunden mit Mitgefühl, Hingabe und Selbstaufgabe weggedrängt oder gar ausgeschaltet. Technik kann niemals Liebe erhalten oder gar erzeugen! Außerdem entsteht durch den Einsatz solcher eingeübten Techniken Routine, Gewohnheit, Banalität und Langeweile. Es kann sich nunmal nichts kreatives, schöpferisches entwickeln.
Das Wichtigste ist, alles zu lieben, was mit dem eigenen und fremden Körper zu tun hat, ein spontan positives Verhältnis zu den Körperempfindungen und zu dem anderen Körper zu haben, selbstverständlich verbunden mit Liebe für seine Individualität, seine Persönlichkeit, seine Einzigartigkeit, dann ergibt sich die schöpferische Freude aus jeder einzelnen Wahrnehmung und Empfindung von selbst.

#### 5) „Liebe in der Jugend ist anders als im Alter“
Verliebtsein und Liebe sind prinzipiell an kein Alter geknüpft. Dennoch ist für viele Menschen die Liebe in der Jugend anders als im Alter, denn in der Jugend ist sie neu und frisch, die Liebesfähigkeit beginnt sich zu entfalten, und in dieser Zeit neuer Erfahrungen werden Liebe und Sexualität besonders stark empfunden. Die Intensität der Empfindungen ist für viele in der Jugend stärker als mit zunehmendem Alter, da die meisten Menschen in einer Partnerschaft leben, in der die Liebe abgestumpft ist und die Sexualität eine uninteressante Gewohnheit geworden ist.
Die Liebesfähigkeit ist die Fähigkeit, die Außenwelt und auch sich selbst mit wachen Sinnen positiv wahrzunehmen. Die Liebe zur Welt, zum Sonnenschein und zum Regen entwickelt sich über die sinnliche Erfahrung. Durch den Alltag stumpfen die Sinne aber leider mehr und mehr ab, denn was zählt, sind Leistung, Sachlichkeit, Intellekt, Erfolg. Das Fühlen, die Emotionen sind eher störend und werden abgewertet und verdrängt. Alles kreist um den eigenen Status, Geld, Konsum, Konkurrenz, Vermögen, Absicherung, Erziehung der Kinder und Zukunft. Wenn das Gehirn voll ist mit diesen Inhalten, die sich täglich zwanghaft wiederholen, wird die Sensitivität und die damit verbundene Liebe zu den Wahrnehmungen vernachlässigt und beiseitegeschoben. In dieser Stumpfheit, Eintönigkeit und Gleichförmigkeit erschöpft sich der Mensch, fühlt sich gestresst und müde. Der Mensch spürt, dass er mehr und mehr seine Lebendigkeit verliert, dass er seelisch stirbt, dass seine Liebesfähigkeit stirbt, und er wird darüber bitter und immer verhärteter. Deshalb ist die Liebe im Alter anders als in der Jugend. Die Liebesfähigkeit lässt nach mit der Unfähigkeit, mit den Sinnen neu und frisch wahrzunehmen. Dies ist kein natürlicher, unvermeidlicher Alterungsprozess, sondern eine Frage der Lebensführung. Die Seele bleibt immer jung, wenn sie meditativ und sensitiv ist.

#### 6) „Die große Liebe dauert ewig“
Ein Leben ist dann glücklich, wenn es dem Menschen gelingt, seine Liebesfähigkeit täglich neu zu entfalten. Mit „großer Liebe“ ist jedoch die Liebe zu einem Partner gemeint, eine besonders starke Liebe, die aufgrund dieser Stärke ewig (Also das ganze Leben lang bis zum Tod) andauert, hierbei zwar Schwankungen unterworfen sein kann, aber nie zerstört werden kann. Die „große Liebe“ ist nach dieser weitverbreiteten Auffassung ein schicksalhaftes Ereignis, das dem Menschen begegnet und das wegen seiner Größe und Gewaltigkeit ewig dauert. Das ist natürlich Unsinn, denn jeder Mensch ist für seine Liebe selbst verantwortlich, sowohl was die Größe (Intensität) als auch die Dauer anbelangt. Zur Liebe gehört eine Fähigkeit, die nicht automatisch jeder Mensch besitzt, sondern die in der Kindheit und Jugend erworben wird und die dann abstumpfen kann oder sich weiterentwickelt. Lieben ist die Fähigkeit, wach und aufmerksam sensitiv wahrzunehmen, mit offenem Herzen, mit Aufgeschlossenheit. Liebe ist nur dann möglich, wenn völlige Offenheit herrscht, wenn die Sinne wach sind, wenn die Seele bereit ist zu empfinden, wenn ich verletzlich und empfänglich für das Neue des Tages bin. Liebe ist etwas, das aus dem Augenblick heraus entsteht. Und man kann die Liebe nicht besitzen, denn sobald die Besitzgier hinzukommt, gerät die Liebe in allerhöchste Gefahr. Wenn man besitzen will, kann man nicht mehr unschuldig und frei betrachten, der Blick ist verkrampft und getrübt, die Sinne verlieren an Unvoreingenommenheit und Aufnahmefähigkeit. Man sollte nicht besitzen wollen und sich keine Gedanken um die Dauer der Liebe machen. Bin ich mit dem Augenblick zufrieden, dann wird sich der Augenblick wiederholen lassen, ohne dass ich auf Wiederholung aus bin. Bin ich nicht gierig, besitzdenkend, ängstlich und sicherheitsorientiert, dann kann sich täglich neu die Liebe entfalten. Offenheit, bedeutet ein sich Aussetzen der Unsicherheit, ist Verletzlichkeit und täglich neue Frische. Wer nach dem Gestern schielt, lebt nicht sensitiv in der Gegenwart, seine Liebesfähigkeit ist unterbrochen, sie ist übergegangen in Gedanken an Sicherheit, Festhalten, Pflicht, Treue usw.

#### 7) „Eifersucht gehört zur Liebe“
„Eifersucht ist etwas Alltägliches“ und wir machen uns das Leben und die Liebe mit ihr schwer. Wir halten die Eifersucht für eine Begleiterscheinung der Liebe, mit der man sich abfinden muss. Eifersucht ist die Angst das, was man liebt, zu verlieren, also nicht mehr geliebt zu werden, weil ein anderer Mensch dazwischentritt und mir das „Liebesobjekt“ oder auch nur einen Teil davon wegnimmt. Man kann sogar auf das Hobby seines Partners eifersüchtig sein, weil es das Denken und die Zeit des Partners in Anspruch nehmen, ein Glück, an dem der eifersüchtige Partner nicht immer teilhaben kann. Eifersucht ist eine egoistische Eigenschaft und eine extreme Angst, den Partner nicht genügend an sich binden zu können. Der Partner fühlt sich durch die Eifersucht des anderen erdrückt, gefesselt und in der Entwicklung seiner Persönlichkeit eingeschränkt. Wenn die Eifersucht nur auf Personen des anderen Geschlechts beschränkt ist, erscheint sie normaler, weil sie so weit verbreitet ist, ist aber trotzdem eine Störung der Liebesfähigkeit.
Wenn ich liebe, dann spüre ich ein positives Gefühl der Zuneigung, Zärtlichkeit, Aufmerksamkeit, Achtsamkeit und auch Respekt. Ich will den Menschen zunächst nur lieben, ihm meine Liebe geben, ich will ihn also nicht besitzen, verändern oder einschränken. Die Liebe beginnt zunächst damit, dass ich bereit bin, zu geben und zu fördern. Danach entsteht der Wunsch, zu bekommen und selbst gefördert zu werden. Wird der Wunsch erfüllt und beide Partner geben sich zu verstehen, dass sie sich lieben, klinkt bei den meisten Menschen der Besitzanspruch ein: „Ich liebe diesen Menschen, er liebt mich, nun gehört er zu mir und ich zu ihm.“ Dadurch entsteht Eifersucht und großes seelisches Leid für beide. In unserer heutigen Zeit ist der Besitz von Konsumgütern eine Selbstverständlichkeit, und die Übertragung auf das Liebesobjekt erscheint auch verständlich, denn jede Liebe läuft auf die Entscheidung zu einer Ehegemeinschaft hinaus, und diese Gemeinschaft ist in starken Ausmaßen eine Wirtschaftsgemeinschaft, in der gemeinsamer Besitz angeschafft und verwaltet wird.
Die Liebe ist in ihrer reinen Form am schönsten, wenn sich zwei Menschen ohne Gedanken an Besitz begegnen und nur sich selbst sehen, also sich und den anderen nicht als Ware betrachten. Wir sind Waren auf dem Persönlichkeitsmarkt der Liebe, wir machen uns schön, protzen mit Statussymbolen, um unsere Finanzpotenz zu demonstrieren usw. Die Eifersucht gründet ursprünglich aus der kindlichen Angst davor, die Liebe der Eltern zu verlieren. Sie ist die erste Angst, die nebenbei auch mit materiellem Sicherheitsdenken verknüpft ist.
Liebe will Liebe geben, fördern, Zärtlichkeit geben, aufmerksam betrachten, Respekt haben. Wer besitzen will und Angst hat, wird seine Liebesfähigkeit schwächen und alles verlieren.

#### 8) „Die Liebe ist ein Ereignis des Schicksals“
Die Schicksalsgläubigkeit ist eng verbunden mit dem Glauben an den „einen Partner“. „Ich suche den einen Menschen, der für mich bestimmt ist, das ist dann die große Liebe.“ Liebe ist nicht etwas, das schicksalhaft über den Menschen hereinbricht als ein Ereignis, das von außen kommt, dem man deshalb willenlos ausgeliefert wäre. Liebe ist immer eine Frage der Bereitschaft. Ich muss offen und aufgeschlossen sein, den anderen in mich aufnehmen und dazu bereit sein, ihn möglicherweise zu lieben. Wenn ein Mensch liebesfähig ist und Bereitschaft zur Liebe besitzt, dann kann er sich leicht verlieben, und jede Verliebtheit hat zunächst die gleiche Qualität. Das Stadium der Verliebtheit ist immer schön, himmlisch, rosarote Brille, auf Wolken schwebend, hinreißend. Die Bewertung erfolgt erst später, wenn die sexuelle Intimität erfolgt ist und man mehr voneinander weiß. Dann setzt der Verstand ein, der sich Gedanken macht: sozialer Status, Beruf, Weltanschauung, Religion, Lebensphilosophie, Bildung, Geld usw.
Treue gilt als unumstößliche Tugend. Ein guter Mensch hat treu zu sein – auch ein Vorurteil, das unter psychologischer Betrachtung nicht haltbar ist. Ein Mensch der lieben kann, bleibt der Liebe treu, aber für ihn ist es wichtiger zu lieben, als treu zu sein. Ein liebesfähiger Mensch kann denselben Menschen immer wieder lieben, aber er versteht nicht, warum er nicht gleichzeitig noch andere Menschen lieben dürfen sollte. Lauster sieht Treue in der Liebe zum anderen Geschlecht als eine zwanghafte Fixierung auf nur einen Menschen an. In der Liebe zu Natur und Tieren wäre es eigenartig oder gar krankhaft, diese ein Leben lang auf nur einen Baum, eine Landschaft oder eine Katze zu fixieren. Bei der Liebe zum anderen Geschlecht, werde solch eine Fixierung jedoch als große, schicksalhafte Liebe dargestellt. Lauster hingegen hält dies für Selbstbetrug aus wirtschaftlichen Gründen oder Angst, zu wenig geliebt oder verlassen zu werden. Eine Fixierung der Liebe auf nur einen Menschen und dies so auch zurückzufordern, mache krank und verwandle hoffnungsvolle Liebe systematisch in einen Leidensprozess.

#### 9) „Der Mensch kann nur eine oder höchstens zwei große Lieben erleben“
Die Liebe sollte etwas Alltägliches sein. Man kann zu vielen Menschen Liebe empfinden. Ein Mensch, der liebesfähig ist, also dafür aufgeschlossen ist, andere zu lieben, für den gibt es keine Grenzen irgendwelcher Art. Die Liebe überwindet alle Barrieren der Tradition, denn die Liebe selbst birgt das Geheimnis der Erfüllung und des Lebensglücks, alles andere verblasst dagegen und wird unwichtig, selbstverständlich auch das Tugendprinzip der Treue. Ein liebesfähiger Mensch lebt, um zu lieben.
Ist nur die Sexualität ohne Liebe da, dann fehlt der Beziehung die Schönheit, der Glanz, die Freude, das tiefempfundene Glück, die Geborgenheit, die Lebensfreude, die Lösung der Spannung, das Gefühl der Erfüllung und Schönheit des Lebens: es fehlt der Sinn. Der Sinn ist nicht die Treue, die Lebensgemeinschaft, die Zukunft, die Planung und Fixierung, sondern allein das Erlebnis der Liebe.

### Liebe ist …

#### 1) … Zuwendung
Liebe ist positive Zuwendung, während Hass negative Zuwendung ist. Man befindet sich im Zustand der Liebe, wenn man sich selbst jemandem zuwendet. Zuwendung ist Aufmerksamkeit, Achtsamkeit und Wachheit gegenüber den anderen, aber nicht eine kritische Wachsamkeit, um Fehler zu entdecken, sondern eine interessierte, positive, verständnisbereite Wachsamkeit. Zuwendung ist, wenn sie wirklich ohne Kritik, Hass oder Abwertung geschieht, bereits der Eintritt in eine liebende Haltung. Die Einstellung der Zuwendung bezieht sich auch auf die Bäume, das Wetter, die Vögel, die Wolken am Himmel, das Gespräch mit Menschen, Musik, Licht und Schatten, Wind, Gerüche in der Luft – alles, was im Moment geschieht. Insofern ist der liebesfähige Mensch nicht nur ein Menschenliebhaber, sondern er liebt das Leben allgemein. Die liebende Zuwendung ist positiv, lebensbejahend, sie ist eine Einstellung, die über die Lebensfreude entscheidet. Nur die lebensbejahende Zuwendung führt zur Liebe, zur Menschen- und Weltliebe. Kinder sind noch liebesfähiger, mit der Zeit verlieren wir die Fähigkeit, für den Augenblick aufmerksam und offen zu sein. Wir geben Zuwendung, ohne selbst welche zu erwarten. Das bekommen ist eine Folgeerscheinung, die schön ist und Freude gibt.

#### 2) … Meditation
Die Meditation ist keineswegs eine Nebensache, sondern eine zentrale Angelegenheit, die für jeden Menschen wichtig ist, der nach psychischer Entfaltung strebt. Liebe erfordert Zuwendung, Offenheit, sinnliche Wahrnehmung, Stille des Denkens und Bereitschaft und Fähigkeit zur Kontemplation(Versenkung in sich selbst) und Meditation; der Verstand verliert an Bedeutung, er unterwirft sich (ohne dass Zwang oder Druck herrscht) dem Augenblick des Gefühls, Empfindens und Erkennens. Meditation ist das Wahrnehmen seiner Umwelt in allen wunderschönen Einzelheiten und in einem lang empfundenen Moment. Man spürt zum Beispiel die Sonne in seinem Gesicht und genießt dieses Gefühl. Das ist die Natur der Liebe.

#### 3) … Selbstfindung
In einer Beziehung erwarten wir immer Resonanz, nämlich die Erwiderung unserer Liebe. Das Baby ist abhängig von der Mutterliebe, es ist auf Resonanz angewiesen, und spürt genau, ob es geliebt wird oder nicht. Seine Existenz und seine gesamte Persönlichkeitsentwicklung hängen davon ab. Es liebt seine Eltern, weil es keine andere Wahl hat. Es lässt sich manipulieren, und manipuliert sich selbst. Das Liebesobjekt hat also einen großen Einfluss auf die innere Selbstfindung und Selbsterfahrung. Wir fühlen uns von dem anderen definiert und wollen von ihm wissen, wie wir sind, wie er uns empfindet, was er von uns denkt. Von dem Partner des anderen Geschlechts sind wir abhängig, weil wir Sex, Schutz, Geborgenheit und Anerkennung unseres Selbst suchen. Haben wir unser Selbst gefunden, wenn ein anderer sagt, wer wir sind? Wirkliche Selbstfindung ist etwas anderes, sie ist Findung des eigenen Selbst, ohne andere zu fragen, was sie davon halten, wie sie mein Selbst bewerten. Die Fähigkeit, einen anderen zu lieben, ohne danach zu fragen, ob man wiedergeliebt wird, ist die reife Liebe des autonomen Menschen, der keinen anderen manipuliert und auch selbst nicht manipuliert werden kann und will. Die reife Liebe ist auf das eigene Sein gegründet, sie ist nicht unsicher und fragt nicht nach Resonanz, sie ist unerschütterlich auf mein Selbst begründet. Sie respektiert das andere Sein und fordert nichts. Reife Liebe als Prozess und Zustand ist Selbstfindung.

#### 4) … psychische Gesundheit
Der psychisch gesunde Mensch ist offen, er erlebt jeden Augenblick in voller Wachheit und Klarheit. Seine Wahrnehmung der Wirklichkeit ist nicht getrübt oder abgestumpft, weil er nichts abwehrt, sondern alles, was im Augenblick geschieht und ihm begegnet, zulässt. Wenn er Kummer oder Ärger hat, dann ärgert er sich sofort und schiebt seinen Ärger nicht ins Unterbewusste ab. Wenn er traurig ist, dann ist er es sofort, und er lenkt sich nicht ab, sondern lebt seine Trauer im aktuellen Moment. Die Liebesfähigkeit ist in direkter Weise mit der psychischen Gesundheit verbunden. Wenn schmerzliche Erlebnisse der Lieblosigkeit und Abweisung nicht sofort verarbeitet werden, was bei den meisten Menschen die Regel ist, sondern durch Abwehrmechanismen beiseitegeschoben werden, dann bleiben Komplexe, die das Verhalten in Zukunft stören und neue Schmerzen hervorrufen. Gesundheit heißt aber nicht, keine Angst mehr zu haben, nicht mehr traurig zu sein. Das alles lässt sich nicht vermeiden.

#### 5) … Leben
Liebesfähigkeit ist die Fähigkeit, sich nach außen hin zu öffnen, sich aufzuschließen und das, was in mich einströmt, auf mich zukommt, zu lieben. Wer sich nicht für die Liebe entscheiden will, hat sich gegen das Leben entschieden, sein Leben ist von da an nur noch ein langsames Sterben.

### Die Kunst des Alleinseins
Die meisten Menschen vermeiden das Alleinsein wie eine Krankheit. Für sie ist Alleinsein eine Qual, weil sie sich davor fürchten, ganz auf sich selbst und das eigene Erleben gestellt zu sein. Nur wenn ich allein sein kann, ohne mich dabei einsam oder verloren zu fühlen, bin ich wirklich frei. Liebe ist Getrenntheit ohne Angst vor dem anderen, es entsteht eine Gemeinsamkeit, die über Ideologien steht und den anderen nicht verändern will, sondern ihn respektiert, auch wenn er Ideologien äußert und man selbst andere Ideologien vertritt oder frei von jeder Ideologie ist.

### Die Grundvoraussetzungen für die Liebe
- Die gesellschaftlichen Verhältnisse müssen ignoriert werden.
- Die Begierde muss verschwinden.
- Das Selbstbewusstsein muss sich entwickeln und stärken.
- Die Sinne müssen sich öffnen.
- Es herrscht Sensitivität, Meditation.
- Die Schönheit entfaltet sich unabhängig von der Mode.
- Das Denken wird still.
- Es herrscht Zeitlosigkeit.
- Alleinsein ist möglich, ohne Einsamkeit oder Isolation zu empfinden.
- Lust ist von der Liebe nicht getrennt.

### Die fünf Phasen der Liebesbeziehung
Die Angst vor dem anderen ist vor allem die Angst, von ihm nicht geliebt zu werden, nicht in der Individualität meiner selbst angenommen zu werden. Nicht angenommen zu werden ist eine große Kränkung, eine starke Verletzung, die umso stärker ist, wenn die Seele auf diesem Gebiet schon viele Narben besitzt, Narben aus der Kindheit und Jugendzeit.
Die Liebe ist die höchste Form der seelischen Lebendigkeit.

#### 1.) Erste Phase: Aufmerksamkeit
Die Liebe ist ein Phänomen, das keine Phasen durchläuft. Es gibt nur Phasen innerhalb einer Beziehung zu dem Menschen, den wir lieben. Die erste Phase einer Beziehung ist die Verliebtheit. Zuerst ist die Aufmerksamkeit da. Wir sehen einen Menschen, der uns aus den verschiedensten Gründen gefällt. Wir werden zuerst aufmerksam durch Sinnesreize. Es kann ein optisches Signal sein, der Reiz der Stimme, ein Geruch, ein Tasterlebnis. Zuerst werden wir durch die Sinne aufmerksam auf den anderen. Erst danach wollen wir eine Beziehung anknüpfen. Die Körpersprache zeigt in untrügerischer Weise, ob wir die Aufmerksamkeit eines anderen erregt haben. Ich muss den anderen in seiner Existenz wahrnehmen. Die Liebe entsteht schnell, aber eine Beziehung kann sich nur langsam entwickeln. Warum genügt es nicht, aufmerksam zu betrachten und den anderen so zu lieben, wie er ist, ohne Resonanz, ohne in eine Beziehung treten zu wollen? Es könnte genügen, wenn die Sexualität nicht existent wäre. Es besteht dann die Gefahr, dass ich wegen der Sexualität mit einem Menschen in Beziehung trete – und nicht wegen der Liebe. Ich bin dann sehr schnell verwirrt und weiß nicht mehr genau, ist es Liebe, ist es nur Sexualität oder beides in Harmonie zueinander?

#### 2.) Zweite Phase: Phantasie
Es wird eine Sehnsucht nach Begegnung und Beziehung gebildet. Der andere Mensch spukt im Kopf herum, nistet sich im Denken ein. Um mit der Phantasie umzugehen, ist sehr viel seelische Reife erforderlich. Es muss stets bewusst sein, dass die Phantasie eine eigene Welt ist, eine eigene Schöpfung und nicht der Wirklichkeit entspricht. Die Liebe sollte keine psychische Krankheit sein, die sich in der Phase der Phantasie entwickelt, sondern sollte eine gesunde Selbstentfaltung sein, ein Ausdruck der Lebendigkeit, die in der Wirklichkeit lebt, von einem gelebten Augenblick zum anderen, im Hier und Jetzt.

#### 3.) Dritte Phase: Selbsterkenntnis und Selbstverwirklichung
Der andere sagt mir durch die verschiedenen Sprachen des Körpers, der Mimik, der Gestik, der Sexualität und nicht zuletzt der Worte, wie er mich empfindet, was er von mir hält, wer ich für ihn bin. Er schmeichelt meinem Ego. Jede Zärtlichkeit, jede Gestik der Liebe, jedes Wort der Anerkennung schmeichelt meinem narzisstischen Bedürfnis nach Selbstwert und Sinn. Auch in der Kritik, im Tadel erkenne ich, wer ich für den anderen bin, aber Kritik schmeichelt nicht meinem Ego. Die Liebe des anderen gibt mir Kraft und bestätigt den Sinn meiner Existenz. Die Gleichgültigkeit oder die Abwertung des anderen macht mich unsicher und unzufrieden, gibt mir ein Gefühl der Einsamkeit und Isolation. Meine Liebe, die ich dem anderen gebe, hat die gleiche Wirkung auf ihn. Es befriedigt mich, dem anderen Kraft zu vermitteln, zu sehen, wie er unter meiner Liebe aufblüht, wie seine Lebensfreude wächst, weil ihn eine positive Selbsterkenntnis glücklich macht. Die reife Liebe aber spekuliert nicht auf ein positives Feedback, sondern sie will in erster Linie Liebe geben und hat auf das Bekommen, das zu einer krankhaften Sucht auswachsen könnte, keinen übersteigerten Heißhunger.

#### 4.) Vierte Phase: Erste und einzige Krise
Wir finden keine Ruhe und gelangen von einer Enttäuschung zur anderen, solange wir die grundlegende Bedeutung des Alleinseins und der Zweisamkeit nicht verstanden haben. Die Krise ist gesetzmäßig in der Zweierbeziehung einprogrammiert. Wenn ein gesellschaftliches Reglement sagt, dass die Liebe sich an einen Menschen binden soll, dass die „wahre Liebe“ die einmalige Liebe und endgültige Entscheidung für diese Liebe sei, dann begebe ich mich in Unfreiheit und Enge, dann muss ich die Krise dieser so verstandenen Liebe in großer seelischer Not erleiden. Nichts Lebendiges lässt sich einfangen, ohne an Lebendigkeit zu verlieren. Jeder muss die Freiheit des anderen radikal tolerieren, wenn er das nicht tut, ist die Krise nicht zu vermeiden.

#### 5.) Fünfte Phase: Loslösung oder Vertiefung
Die fünfte Phase einer Liebesbeziehung ist deshalb die interessanteste Phase, weil sich in ihr das Schicksal einer Beziehung entscheidet. Die Reife ist für die fünfte Phase nur selten entwickelt, denn in dieser Phase gelangen wir unvorbereitet in große Einsamkeit. Jeder von uns strebt nach einer Vertiefung der Liebe, doch sobald man das erzwingen will, ist die Liebe in größter Gefahr. Die Vertiefung kann nur zwanglos erfolgen.

### Wenn aus Liebe Hass wird
Die Seele wehrt sich, wenn sie in ihrer Entfaltung behindert wird und sie beginnt langsam, aber stetig, denjenigen zu bekämpfen, der sie behindert. Das Sterben fällt nur dann leicht, wenn die Entfaltung täglich gelingt. Gehasst wird die Person oder Institution, die die Einengung oder Vergewaltigung der Lebendigkeit verursacht. Liebe und Hass sind jedoch keine Gegensätze. Der Hass ist eine Reaktion, die der Liebe verzweifelt zum Durchbruch verhelfen will. Gehasst wird die Behinderung und Einschränkung der Lebendigkeit. Wenn ich aus Hass einem anderen ins Gesicht schlage, dann versuche ich mich aus der Gefangenschaft einer Einengung zu befreien, dann leide ich unter den Zwängen dieses anderen. Zwang erzeugt Hass. Der Hass zerstört andere, und er zerstört auch uns selbst. Jeder, der hasst, leidet unter dem Hass und fühlt sich zutiefst verunsichert, weil er spürt, dass der Hass blockiert und dadurch der Sinn der eigenen Existenz verfehlt wird. Dennoch ist der Hass verbreiteter als die Liebe. Eine zu harte Erziehung erzeugt Hass. Jeder Mensch fügt den anderen Menschen kleine seelische Verletzungen zu, kleine Vergeltungsmaßnahmen für den unverarbeiteten Hass. Kritik, Abwertung, Lächerlichmachen, Arroganz, Aggression, Machtausübung, Unterdrückung, Zwang, Tadel, Bestrafung. Wer nicht geliebt wird und nicht lieben kann, der erleidet starke psychische Qualen und Schmerzen. Durch dieses Defizit an Liebe werden wir antriebsschwach, passiv, initiativelos, glanzlos, mutlos. Das sind Symptome der Depression.
Der psychische Schmerz eines Liebenden, der verschmäht wird, ist der stärkste psychische Schmerz, den wir erleben können. Er trifft uns so heftig, dass die Reaktion darauf Hass, Zerstörung, Depression, Mord oder Selbstmord sein kann. Das Leben verliert an Sinn, wir fühlen uns niedergeschlagen, nutzlos, wertlos, verstoßen, verlassen, einsam. Enttäuschte Liebe ist enttäuschte Erwartung. Wenn keine Erwartungen bestehen, kann keine Enttäuschung eintreten. Erwartungen sind die Ursache für unser seelisches Elend, für Unzufriedenheit, Angst, Nervosität und fehlenden Kontakt zur Wirklichkeit. Das Ausbleiben der Gegenliebe der anderen kann mich nicht frustrieren, wenn ich Gegenliebe nicht erwarte.

## Ausgaben (Auswahl)
- Die Liebe: Psychologie eines Phänomens. Econ Verlag, Düsseldorf, Wien 1980, ISBN 3-430-15882-6
- Die Liebe: Psychologie eines Phänomens. Beigefügt: Lassen Sie der Seele Flügel wachsen: Wege aus der Lebensangst Rowohlt-Taschenbuch-Verlag, Reinbek 2003, ISBN 3-499-61589-4
- Die Liebe: Psychologie eines Phänomens. Rowohlt-Taschenbuch-Verlag, Reinbek 2009, 39. Auflage 2009, ISBN 978-3-499-17677-7